# Lugalbanda
Lugalbanda, o Lugal-Banda, in cuneiforme: 𒈗𒌉𒁕 LU.GAL-BAN.DA3 "re giovane e forte" (fl. XXVIII secolo a.C.), fu il terzo mitico lu-gal (re) di Uruk, padre di Gilgameš e marito della dea Ninsun.
Il mito gli assegna 1 200 anni di regno e sostiene che originariamente fosse un pastore. Sarebbe succeduto ad Enmerkar.
Nell'Epopea di Gilgameš viene addirittura considerato dal figlio un dio. Esistono due poemi epici che hanno come protagonista il re di Uruk. Vengono comunemente chiamati Lugalbanda I (chiamato anche Lugalbanda nella grotta della montagna) e Lugalbanda II (o Lugalbanda e l'uccello Anzu). I due testi non raccontano del suo regno, ma narrano i suoi trascorsi militari e politici e che lo portarono a diventare erede del trono di Uruk.
Malgrado fosse un generale del re Enmerkar, nei due poemi non si racconta mai di un suo coinvolgimento diretto nelle battaglie. Per questo, alcuni studiosi considerano i poemi di Lugalbanda i primi racconti epici di pace.